# Ferdinand Sander (Politiker)

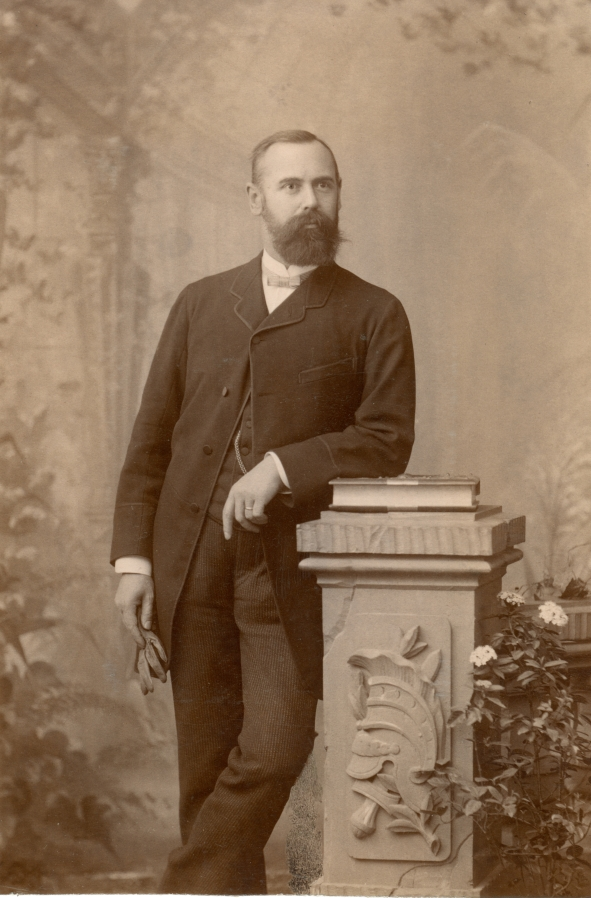
Ferdinand Sander, Ehrenbürger von Lahr. Quelle: Stadtarchiv Lahr II C 59

Ferdinand Sander (* 10. Oktober 1840 in Rastatt; † 14. Mai 1920 in Freiburg im Breisgau) war Tabakfabrikant, Geheimer Kommerzienrat und Mitglied des Deutschen Reichstags.

## Leben
Ferdinand Sander war ein Sohn des badischen Rechtsanwalts und Landtagsabgeordneten Adolf Sander (1801–1845) und besuchte das Gymnasium und das Kadettenhaus in Karlsruhe. Er unternahm umfangreiche Reisen und wurde erst Prokurist, dann Gesellschafter und schließlich Chef der Tabakfabrik Lotzbeck in Lahr, mit der er durch seine Großmutter Henriette Sander geb. Lotzbeck verwandtschaftlich verbunden war. Weiter war er Mitglied der Badischen I. Kammer von 1881 bis 1906 und Mitglied der Handelskammer für den Kreis Offenburg, sowie Eisenbahnrat.
Von 1881 bis 1887 war er Mitglied des Deutschen Reichstags für den Wahlkreis Großherzogtum Baden 6 (Lahr, Wolfach) und die Nationalliberale Partei.
Ferdinand Sander heiratete 1865 in Frankfurt am Main Sofie Friederike von Boeckh (1845–1923), die Enkelin des badischen Beamten und Politikers Christian Friedrich von Boeckh. Sie bekam zwischen 1866 und 1880 sechs Kinder. Am 11. September 1899 wurde Ferdinand Sander zum Ehrenbürger von Lahr ernannt. Nach seinem Tod in Freiburg wurde er nach Lahr überführt und dort bestattet.